# هرمان بارون
هرمان بارون (انگلیسی: Herman Barron؛ ۲۳ دسامبر ۱۹۰۹ – ۱۱ ژوئن ۱۹۷۸) یک گلف‌باز بود.